# Carew Tower
La Carew Tower est un gratte-ciel de 175 mètres de hauteur construit à Cincinnati dans l'Ohio aux États-Unis de 1929 à 1931 dans un style Art déco. C'était jusqu'en 2011 et l'achèvement de la Great American Tower le plus haut immeuble de l'agglomération de Cincinnati.
L'immeuble fait partie du "Carew Netherland Complex" qui comprend également le Hilton Cincinnati Netherland Plaza. L'ensemble du complexe a été ajouté le 5 août 1982 au Registre national des lieux historiques et a obtenu l’appellation  "National Historic Landmark" en 1994.
Il y a un observatoire ouvert au public au 48 étages. Le 49e étage contient une petite pièce avec une boutique de souvenir. Cette pièce débouche directement sur la plate forme d'observation.
La construction de l'immeuble a commencé en septembre 1929 un mois avant le Krach de 1929. La crise économique entraina des changements dans la conception de l'immeuble notamment le choix d'un revêtement en brique au lieu d'un revêtement en calcaire et une réduction des motifs décoratifs en métal.
Le parking en sous-sol a un sol en tuile et des ornementations de plusieurs couleurs en terre-cuite
L'immeuble a été conçu par les agences Richard Rauh & Associates, Walter W. Ahlschlager et Delano & Aldrich